# Хасс, Людвик
Лю́двик Хасс (пол. Ludwik Hass, 18 ноября 1918, Станислав (ныне Ивано-Франковск) — 8 апреля 2008, Варшава) — польский историк-марксист, троцкист.

## Начало пути
До начала Второй мировой войны изучал историю в Университете Яна Казимира во Львове, где среди его преподавателей были медиевист Францишек Буяк и марксист Роман Роздольский. В 1936 году вступил в подпольный Союз независимой социалистической молодёжи (Związek Niezależnej Młodzieży Socjalistycznej), из-за чего был исключён из Львовского университета. Оставшись во Львове, занятом советскими войсками после пакта Молотова — Риббентропа, в 1939 году был, как член троцкистской организации «Большевиков-ленинцев», арестован и отправлен на 8 лет в трудовые лагеря и пожизненную ссылку. Амнистия польским политическим заключённым, объявленная по соглашению Сикорского-Майского, на Хасса как на троцкиста не распространялась. До 1947 года находился в Коми АССР, после 1953 году — амнистирован, но без права возвращения в Польшу.
В 1956 году возвращается во Львов, где его реабилитируют и разрешают выезд в ПНР. 15 января 1957 году Людвику Хассу удается вернуться в Польшу, где он работает в Национальном архиве и возобновляет учёбу в Варшавском университете, который оканчивает в 1962 году. Практически сразу после возвращения из ссылки он вступает в нелегальную левую группу с анархистом Яном Вольским и коммунистом Яном Викой, входящую в вольнодумный «Klub Krzywego Koła» («Клуб кривого круга»). Вновь подвергается репрессиям и в марте 1965 года попадает в тюрьму за распространение среди польских рабочих «Открытого письма» Яцека Куроня и Кароля Модзелевского. В январе 1966 года был осуждён на три года, но был досрочно освобождён в августе 1966 года. Ему не позволяли официально вернуться к научной деятельности вплоть до 1979 года, когда его приняли в Институт истории Польской академии наук. В это время он зарабатывал написанием статей в «Исторический ежеквартальник» и католический журнал «Więz» под псевдонимом. Кроме того, он сотрудничал с отделом истории рабочего класса Института истории ПАН и писал диссертацию («Выборы в Варшаве, 1918—1926»).

## Позднейшая деятельность
В 1970-х Людвик Хасс исследует историю масонства в Польше, России и Западной Европе. В 1986 году защитил докторскую диссертацию. В 1980-х принимает активное участие в деятельности нелегальной группы «Борющийся класс». В 1990-х активно сотрудничает с Течением революционной левой (пол. NLR — Nurt Lewicy Rewolucyjnej), активно публикуется на страницах её издания «Вперёд!» (пол. Dalej!), а также в знаменитой серии «Revolutionary History».
Его перу также принадлежат исследования по истории: «Политические позиции и активность рабочего класса (1918—1939)» (пол. Postawy polityczne i aktywność klasy robotniczej (1918-1939)), «Троцкизм: от Левой оппозиции до Четвёртого Интернационала» (пол. Trockizm: Od Lewej Opozycji do Czwartej Międzynarodówki).

В 1992 году российский журнал «Вопросы истории» публикует письмо Хасса с резкой критикой Н. А. Васецкого (историк-пропагандист КПСС, специалист по «борьбе с троцкизмом») за его ложные утверждения в предисловии к сборнику работ Л. Д. Троцкого «К истории русской революции»
Сегодня, когда правду о Троцком дальше уже нельзя скрывать даже в СССР, когда его труды издаются многотысячными тиражами, невозможным становится рассказывать о нем небылицы. Остается лишь одно: распространять ложь о современном троцкизме, чтобы скомпрометировать его.

## Награды
В 2005 году Людвик Хасс стал лауреатом премии польских масонов «Золотое Перо» (пол. Złote pióro Wolnomularza Polskiego).

## Публикации
На русском языке:
- Ещё раз о масонстве в России начала XX века // Вопросы истории. 1990. № 1. С. 24—35.
- Русские масоны первых десятилетий XX века // Историки отвечают на вопросы. Выпуск 2 / Сост. В. В. Поликарпов. — М.: Московский рабочий, 1990. — 368 с. — ISBN 5-239-00803-5.

На польском языке:
- Sekta farmazonii warszawskiej. Pierwsze stulecie wolnomularstwa w Warszawie (1721—1821), PIW, Warszawa 1980, ss. 675. Seria: Biblioteka Wiedzy o Warszawie. ISBN 83-06-00239-3
- Postawy polityczne i aktywność klasy robotniczej (1918—1939), Wyd. Akademia Nauk Społecznych PZPR, Warszawa 1988, ss. 375. Seria: Tradycje i Wartości Polskiego Ruchu Robotniczego, 12.
- Trockizm. Od Lewej Opozycji do Czwartej Międzynarodówki, Wyd. Zrzeszenie Studentów Polskich. Rada Naczelna. Wydział Propagandy, Warszawa 1989, ss. 92. Seria: Biblioteka BIS, 24. (do użytku wewnątrzorganizacyjnego)
- Masoneria polska XX wieku. Losy, loże, ludzie, Oficyna Wydawnicza Polczek Polskiego Czerwonego Krzyża, Warszawa 1993, ss. 360. ISBN 83-85272-13-5
- Masoneria polska XX wieku. Losy, loże, ludzie, Wyd. 2, rozsz. i uzup., Kopia, Warszawa 1996, ss. 295[7], ISBN 83-86290-16-1
- Wolnomularstwo rosyjskie w podziemiu 1822—1921, Wyd. Bellona, Warszawa 1996, 1998, ss. 299. Seria: Loża i polityka. * * *
- Masoneria rosyjska 1822—1921. T. 1. ISBN 83-85408-35-5, ISBN 83-11-08569-2
- Pokolenia inteligencji polskiej, Wyd. Mazowiecka Wyższa Szkoła Humanistyczno-Pedagogiczna, Łowicz 1997, ss. 88. ISBN 83-87222-07-0
- Wolnomularstwo rosyjskie na obczyźnie i powrót w strony rodzinne, 1918—1995, Wyd. Bellona, Warszawa 1998. Seria: Loża i polityka. Masoneria rosyjska 1822—1995. T. 2. ISBN 83-11-08772-5, ISBN 83-85408-62-2
- Wolnomularze polscy w kraju i na świecie 1821—1999. Słownik biograficzny, Oficyna Wydawnicza «Rytm», Warszawa 1999, ss. 660. ISBN 83-87893-52-8
- Inteligencji polskiej dole i niedole. XIX i XX wiek, Wyd. Mazowiecka Wyższa Szkoła Humanistyczno-Pedagogiczna, Stowarzyszenie Mazowiecki Ośrodek Badań Naukowych im. St. Herbsta, Łowicz 1999, ss. 437. ISBN 83-87222-12-7
- Świat wolnomularski. Konkrety. Tom 1. Trudne czasy 1932—1945, Wyd. Mazowiecka Wyższa Szkoła Humanistyczno-Pedagogiczna, Łowicz 2004, ss. 302. ISBN 83-87222-28-3
- Świat wolnomularski. Konkrety. Tom 2. 1945 — lata dziewięćdziesiąte XX w., Wyd. Neriton, Instytut Historii PAN, Mazowiecka Wyższa Szkoła Humanistyczno-Pedagogiczna, Warszawa 2006, ss. 507. ISBN 83-89729-77-6